# معركة أنوال
معركة أنوال هي معركة وقعت في 17 يوليو 1921 في المغرب الإسباني بين الجيش الإسباني في أفريقيا ومقاتلين مغاربة منطقة الريف الآمازيغية، شمال شرق المغرب الأقصى خلال حرب الريف. عرفت هزيمة عسكرية كبيرة للجيش الإسباني، لدرجة تسميتها من قبل الإسبان بكارثة أنوال (بالإسبانية: Desastre de Annual)‏، تسببت نتائج المعركة في أزمات سياسية كبرى في الداخل الإسباني. وكان انتصار المقاومين الريفيين بقيادة الأمير محمد عبد الكريم الخطابي رغم كونهم فئة قليلة وبوسائل بسيطة مقابل جيش عتيد وأسلحة متطورة فتاكة. وكان لمعركة أنوال نتائج كثيرة لصالح المقاومين المغاربة بقيادة الأمير محمد عبد الكريم الخطابي، ومن أهم نتائجها: غنائم 200 مدفع، وأزيد من 20000 بندقية، ومقادير لا تحصى من القذائف وملايين الخراطيش وسيارات وشاحنات، وتموين كثير يزيد عن الحاجة، وأدوية وأجهزة التخييم. وبالإضافة إلى المعدات العسكرية تم أسر 700 أسير وفقد الإسبان 15000 جندي ما بين قتيل وجريح.

## المعركة
تعد معركة أنوال من أهم المعارك التي شهدها العالم الحديث في القرن العشرين. وقد خاضها محمد عبد الكريم الخطابي ضد الاستعمار الإسباني معتمدا في ذلك على حرب شعبية كان لها صيت عالمي كبير. خرج مؤتمر الجزيرة الخضراء سنة 1906 بوضع المغرب تحت الحماية الأجنبية. فاستهدفت إسبانيا شماله وجنوبه، بينما ركزت فرنسا على وسطه. أما طنجة فكانت منطقة دولية.
واجهت إسبانيا أثناء تغلغلها في منطقة الريف الشرقي مقاومة شرسة وحركة جهادية قادها محمد الشريف أمزيان من سنة 1906 إلى 1912. وكانت حملة الشريف الدفاعية منصبة على عرقلة تغلغل الإسبان في أزغنغان بعد مده للسكة الحديدية لاستغلال مناجم الحديد في منطقتي أفرا وجبل إكسان. وقد كبد الشريف الإسبان خسائر مادية وبشرية، كما قضى على ثورة الجيلالي الزرهوني والذي يلقب في المغرب ببو حمارة أو الروكي. وبعد موت الشريف أمزيان في 15 ماي 1912 واصلت أسرة عبد الكريم الخطابي النضال المستميت ضد التكالب الإستعماري الإسباني-الفرنسي. ووقفت في وجه أطماع الحكام الإسبان والطبقة الأرستقراطية المناصرة لسياسة الحرب وأطماع الحزب الحاكم. ولما أحس محمد عبد الكريم الخطابي بأطماع إسبانيا في الريف الشرقي التي تتمثل في احتلال الحسيمة والحصول على خيرات الريف واستغلال معادنها بعد استيلائها على الناظور وتطوان والاستعداد للانقضاض على ثورة الريسوني لاحتلال شفشاون، قرر سي محمد أن يؤسس إمارة جهادية؛ وذلك بتوحيد قبائل الريف مثل: كزناية وبني ورياغل وبني توزين وتمسمان. وأسس إمارته على أحكام شريعة الله وأنظمة الإدارة الحديثة، وأبعد الريفيين عن الفوضى والثأر، وأجبرهم على الاحتكام إلى عدالة الشرع والقضاء الإسلامي. هذا وقد أحدث عهد عبد الكريم قطيعة بين عهدين:
- عهد السيبة والفوضى الذي يمتد من أواخر القرن 19 إلى أوائل العقد الثاني من القرن العشرين بكل ما شهده من سخائم ونعرات عشائرية.
- عهد الثورة التحريرية الممتدة من 1921 إلى 1926، إذ عرف الريف عدة إصلاحات وفي مقدمتها القضاء على حدة الفوضى والثأر.

ولما عرف عبد الكريم نوايا حكومة إسبانيا الإستعمارية نظم جيشه أحسن تنظيم على الرغم من نقص العدد والعتاد. وكان عبد الكريم مثالا في الشجاعة والبطولة والعدل والتشبع بالقيم الإسلامية؛ لذلك اتخذه الريفيون بطلا جماهيريا يقود ثورة شعبية من الجبليين والفلاحين للدفاع عن أغراضهم وأعراضهم باسم الجهاد والحق المبين. ولا يعني هذا أن إمارة الريف مستقلة عن السلطة المركزية؛ بل كانت موالية لها أتم الولاء والخضوع والاحترام. فرضتها الظروف المرحلية والعسكرية. وقد أثبت جرمان عياش في كتابه «أصول حرب الريف» هذه التبعية والولاء عندما أقام المؤلف لائحة بأسماء عمال مخزنيين تمتد من 1835 إلى 1900 وتشهد على استمرار حضور ممثلين عن المخزن في الإقليم، كما كشف عن وجود ست قصبات في مختلف أنحاء الريف ترابط بها حاميات مخزنية. وكل هذا يدل على أن الريف كان خاضعا للسلطة المركزية على عكس ما تدعيه الروايات الأجنبية.
ولم تكن ثورة الريف التحريرية لعبد الكريم بدافع إقليمي ضيق، بل كانت بدافع وطني ضد الاستعمار ككل، وبدافع قومي لتحرير الشعوب الإسلامية من ربقة الإستعمار والجهل والتخلف.

### أحداث المعركة
بدأت إسبانيا تعقد أملا على احتلال خليج الحسيمة بعد أن عقد المقيم العام الجنرال بيرينغير صلحا مع قبائل الريف، واستقبل بحفاوة من قبائل الأعيان وبعض الرؤساء من بني ورياغل وبني سعيد وبنطيب. وعاد المقيم العام إلى تطوان متفائلا مسرورا ومشيدا بعمل سلبستري القائد العام للجيوش الغازية المعتدية. كما اطمأن وزير الحرب الإسباني «إيزا» إلى هذا الوضع المريح عسكريا وسياسيا. وعلى الرغم من هذا التفاؤل الزائد، كان الريفيون وخاصة رجال بني سعيد وبني وليشك وأهل كرت على أهبة للانقضاض على عدوهم سلبستري الذي أحرق غلتهم ومنازلهم، وصادر أغنامهم دون أن يدفع لهم تعويضا مقابل ذلك؛ ودفعهم إلى الهجرة نحو الجزائر إتقاء بطشه والفقر والجفاف. هذا، وقد اتفق الجنرال بيرينغير مع رئيس الشرطة الأهلية بمليلية الكولونيل غبرييل موراليس على التوجه نحو الريف للتفاوض مع عبد الكريم؛ وذلك بإغرائه بـ7 ملايين دولار، زيادة على أسلحة حديثة وجميع أنواع الذخيرة التي تمكنه من مقاومة الجيش الفرنسي مقابل التنازل عن خليج الحسيمة. لكن عبد الكريم رفض هذه المساومات، وأصدر أمرا يقضي بفرض غرامات على كل من يتفاوض مع الإسبان في هذه القضية المصيرية، كما هدد الإسبان بعدم اجتيازهم «وادي أمقران» وإلا سيتصدى لهم الأبطال الأشاوس من تمسمان وبني توزين. وقد أثار هذا التهديد حفيظة سلبستري، وقرر غزو المنطقة ساخرا من تهديدات عبد الكريم ومستصغرا من شأنه ومن عدته الحربية. وبعد ذلك، بدأ سلبستري في بناء الثكنات والحاميات العسكرية لتسهيل الإمدادات الحربية وتأمين وجود قواته وتمركزها بشكل أفضل ومقبول في كل المناطق الريفية الإستراتيجية، فاقترب الجنرال من ظهار أبران أواخر ماي 1921 لمحاصرة الموقع، وجس النبض؛ بيد أن الريفيين تصدوا للجيش الغازي وألحقوا به هزيمة شنعاء ما زال يتذكرها الشعر الأمازيغي: قديما وحديثا.
- وعليه، فقد توجه الثوار بهجوم ضد مركز أبران فاقتحموه، وقتلوا جميع من كان به من ضباط وجنود إلا عددا قليلا استطاع الهروب، فالتحقوا إما بأنوال وإما بسيدي إدريس.
- وأصدر الجنرال برينغير أوامره لسلبستري بعدم التقدم إلى الأمام؛ لكنه لم يعر أدنى اهتمام لهذه الأوامر، وتوجه مباشرة نحو أنوال للسيطرة على الموقع. وهناك نشبت معركة حامية الوطيس دامت خمسة أيام شارك فيها العدو بـ25 ألف جندي، ولم يحضر إلى أنوال من مجاهدي عبد الكريم سوى ألفي مجاهد، أما الجنود الآخرون فكانوا ينتظرون الفرصة السانحة، ويترقبون الأوضاع مع زعيمهم عبد الكريم بأجدير. وفي الساعة السادسة مساء من 20 يوليوز 1921، وصل عبد الكريم مع 1500 جندي إلى موقع أنوال؛ لتشتعل الحرب حتى صباح 21 يوليو من نفس السنة، وانتهت الحرب بانتحار سلفستري وموت الكولونيل موراليس الذي أرسل عبد الكريم جثته إلى مليلية؛ لأنه كان رئيسه في إدارة الشؤون الأهلية سابقا. وقد اتبع عبد الكريم في هذه المعركة خطة التخندق حول «إغريبن»، ومنع كل الإمدادات والتموينات التي تحاول فك الحصار على جيش العدو. وكانت الضربة القاضية لمركز «إغريبن» عندما أدرك المجاهدون نقطة ضعف الجنود الإسبان المحاصرين المتمثلة في اعتمادهم على استهلاك مياه «عين عبد الرحمن» بـ«وادي الحمام» الفاصل بين «إغريبن» وأنوال، فركزوا حصارهم حول هذا النبع المائي، وبذلك حرم الجنود الإسبان من الماء، واشتد عطشهم إلى درجة اضطرارهم إلى شرب عصير التوابل وماء العطر والمداد، ولعق الأحجار، بل وصل بهم الأمر إلى شرب بولهم مع تلذيذه بالسكر كما جاء في المصادر الإسبانية.
- وقد تتبعت جيوش عبد الكريم فلول الجيش الإسباني، وألحق به عدة هزائم في عدة مواقع ومناطق مثل: دريوش وجبل العروي وسلوان فأوصله حتى عقر داره بمليلية. وبعد ذلك أصدر عبد الكريم أمره بالتوقف وعدم الدخول إلى مليلية المحصنة لاعتبارات دولية وسياسية وعسكرية. وفي هذا يقول أزرقان مساعده الأيمن في السياسة الخارجية: «نحن –الريفيين- لم يكن غرضنا التشويش على المخزن من أول أمرنا، ولا الخوض في الفتن كيفما كانت، ولكن قصدنا الأهم، هو الدفاع عن وطننا العزيز الذي كان أسلافنا مدافعين عنه، واقتفينا أثرهم في رد الهجومات العدوانية التي قام بها الإسبان منذ زمان، وكنا نكتفي بالدفاع عن الهجوم عليه فيما احتله من البلدان مثل مليلية التي كان في طوقنا أخذها بما فيها، من غير مكابدة ضحايا جهادية؛ لكنا لم نفعل ذلك لما كنا نراه في ذلك من وخامة العاقبة، فانه ليس عندنا جند نظامي يقف عند الحدود التي يراعيها '».
- ويعترف عبد الكريم بغلطته الكبرى بعدم استرجاعه لمليلية في مذكراته:

«على إثر معركة جبل العروي، وصلت أسوار مليلية، وتوقفت، وكان جهازي العسكري ما يزال في طور النشوء. فكان لابد من السير بحكمة، وعلمت أن الحكومة الإسبانية وجهت نداء عاليا إلى مجموع البلاد، وتستعد لأن توجه إلى المغرب كل ما لديها من إمدادات، فاهتممت أنا، من جهتي بمضاعفة قواي وإعادة تنظيمها، فوجهت نداء إلى كل سكان الريف الغربي، وألححت على جنودي وعلى الكتائب الجديدة الواردة مؤخرا، بكل قوة، على ألا يسفكوا بالأسرى ولا يسيئوا معاملتهم، ولكني أوصيتهم في نفس الوقت وبنفس التأكيد، على ألا يحتلوا مليلية، اجتنابا لإثارة تعقيدات دولية وأنا نادم على ذلك بمرارة وكانت هذه غلطتي الكبرى».

### نتائج المعركة
ومن نتائج معركة أنوال ما غنمه الريفيون من عتاد عسكري حديث. وفي هذا الصدد يقول عبد الكريم في مذكراته أيضا:
«ردت علينا هزيمة أنوال 200 مدفع من عيار 75 أو 65 أو 77، وأزيد من 20000 بندقية ومقادير لا تحصى من القذائف وملايين الخراطيش، وسيارات وشاحنات، وتموينا كثيرا يتجاوز الحاجة، وأدوية، وأجهزة للتخييم، وبالجملة، بين عشية وضحاها وبكل ما كان يعوزنا لنجهز جيشا ونشن حربا كبيرة، وأسرنا 700 أسير، وفقد الإسبان 15000 جندي ما بين قتيل وجريح».
وكان لهذا الانتصار الريفي في معركة أنوال صدى طيب على المستوى الوطني والعربي، وقيل الكثير من الشعر للإشادة بهذه النازلة العظيمة؛ وقد شاع بعد ذلك أن بعض الأدباء جمع ما قيل في موضوع الحرب في ديوان سماه«الريفيات».
وعلى المستوى الإعلامي، وقف الرأي العالمي من الحركة التحريرية الريفية موقفين متقابلين بين مؤيد ومعارض. فالتيار المعارض هو بطبيعة الحال، التيار الإستعماري الذي له مصالح كثيرة ومشاريع لها علاقة بالمستعمرات، حيث كان من الطبيعي أن يقف مدافعا ومؤيدا لكل السياسات التي كانت ترمي إلى تقوية النفوذ الإستعماري وخدمة أطماعه، ولكن بأقل التضحيات، وكان هذا التيار يتكون من اليمين الأوربي بمفهومه الواسع، ومن النخبة الأرستقراطية بصفة خاصة. وقد انضافت إليه، ومن تلقاء نفسها، أصوات يهودية كانت تعتبر نجاح الثورة الريفية بمثابة القضاء الأكيد على تواجد الجاليات اليهودية بالشمال الإفريقي. أما التيار المؤيد، فقد كان يشكله أساسا الرأي العام الشيوعي.
أما في أمريكا اللاتينية، فكان ينظر إلى عبد الكريم بمثابة بطل ثوري عالمي يشبه عندهم سيمون بوليفار أحد رواد الحركة التحريرية هناك. أما الرأي العام الإسلامي، فقد كان يعلق آمالا كثيرة على نجاح الثورة الريفية، وعبر عن استنكاره في أكثر من مناسبة تضامنا مع المسلمين في الريف؛ لكنه كان مغلوبا على أمره.
ولقد اتخذت خطة عبد الكريم الحربية تكتيكا عسكريا لدى الكثير من الزعماء والمقاومين في حركاتهم التحريرية عبر بقاع العالم لمواجهة الإمبريالية المتغطرسة مثل: هوشي منه وماوتسي تونغ وعمر المختار وتشي جيفارا وفيديل كاسترو، ولا ننسى كذلك الثورتين: الجزائرية والفلسطينية. وكانت لهذه الحرب انعكاسات سياسية وعسكرية خطيرة على إسبانيا وفرنسا بالخصوص؛ مما أجبر هاتين الدولتين للتحالف مع الولايات المتحدة الأمريكية للقضاء على الثورة الريفية قبل أن تستفحل شوكة عبد الكريم الذي بدأ يهدد كيان فرنسا ويقض مضجعها. فشن التحالف الإستعماري هجوما عنيفا وكاسحا بريا وبحريا وجويا، واستعملت في هذه الحملة العدائية المحمومة أبشع الأسلحة المتطورة الخطيرة السامة لأول مرة؛ وتم تجريبها على الريفيين الأبرياء من أجل مطامع إستعمارية دنيئة.
ولقد انتهت هذه الهجمات المركزة على معاقل المقاومة الريفية باستسلام مجاهد السلام البطل عبد الكريم الخطابي يوم 26 مايو 1926، ونفيه إلى جزيرة لاريونيون "la réunion" حتى سنة 1947؛ ليستقر بعد ذلك في مصر.